# السياسة الخارجية لأذربيجان

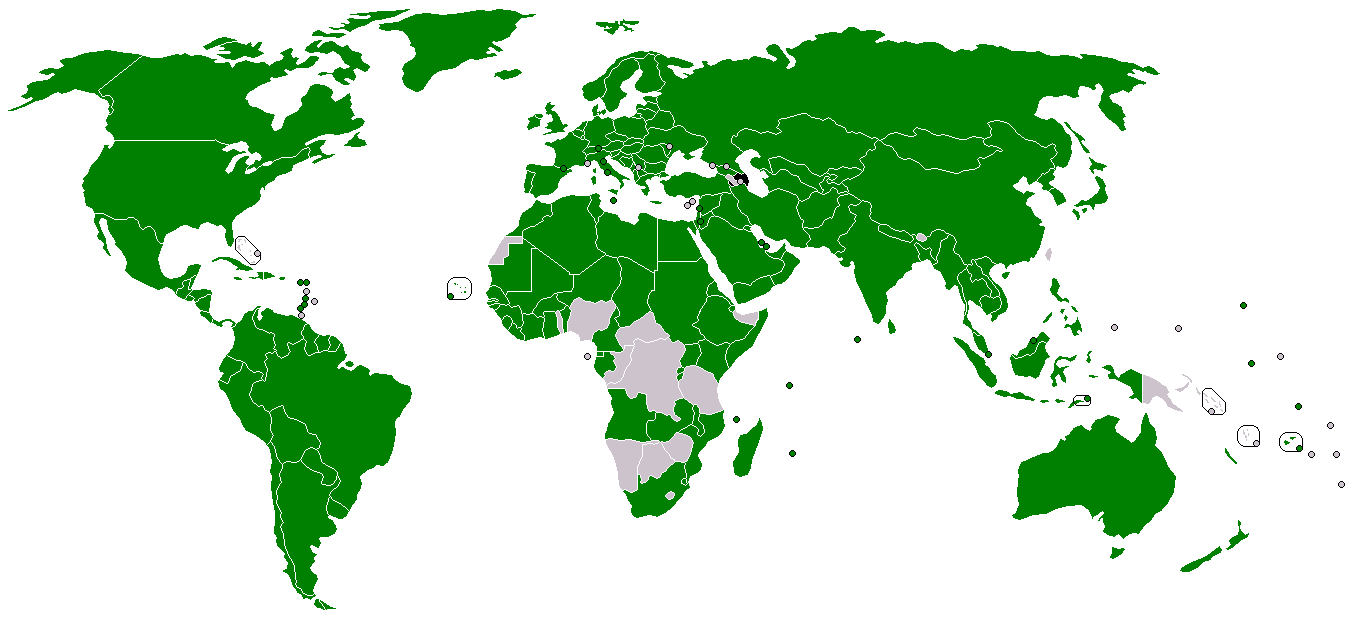

السياسة الخارجية  - أذربيجان عضو في الأمم المتحدة، وحركة عدم الانحياز، ومنظمة الأمن والتعاون في أوروبا، و شراكة منظمة حلف شمال الأطلسي من أجل السلام، ومجلس الشراكة
الأوروبية الأطلسية، ومنظمة الصحة العالمية، والمصرف الأوروبي للإنشاء والتعمير؛ ومجلس أوروبا، ومعاهدة القوات المسلحة التقليدية في أوروبا، وجماعة الديمقراطيات؛ صندوق النقد الدولي؛ والبنك الدولي.وفي 18 تشرين الأول / أكتوبر 1991، أعلنت أذربيجان دولة مستقلة.وهكذا، وضعت السياسة الداخلية والخارجية للبلد المستقل.وفي 12 تشرين الثاني / نوفمبر 1995، اعتمد دستور جمهورية أذربيجان الجديدة، وبناء الدولة، واعتماد قوانين، وتصنيف السياسات المحلية والأجنبية في أذربيجان.والمنطقة التي تقع فيها أذربيجان مهمة في الجوانب الجغرافية السياسية والاستراتيجية والاقتصادية للخريطة السياسية في العالم.ومن وجهة النظر هذه، تتبع أذربيجان سياسة متوازنة في سياستها حياحية ومع غيرها من البلدان الإقليمية.

## مهام السياسة الخارجية
- حماية استقلال البلاد وسيادتها وسلامتها الإقليمية وأمنها وربطها بنظام الأمن الدولي.
- التركيز على المصالح الوطنية لأذربيجان، فضلا عن توثيق التعاون والتحالف مع البلدان التي تتماشى مع مصالح الدولة.استخدام هذه الفرص لتعزيز الموقف في النظام الدولي.
- الجهود الرامية إلى القضاء على أي توترات أو صراعات في المنطقة.
- إن وضع السياسة الاقتصادية الخارجية يتماشى مع مصالح الشعب، ويمثل اقتصاد البلاد في النظام الاقتصادي الدولي.
- إقامة علاقات علمية وثقافية وإنسانية مع الدول الأجنبية والمشاركة بنشاط في هذه المنظمات.

## الأولويات الرئيسية للسياسة الخارجية
وتشمل الأولويات الرئيسية للسياسة الخارجية لجمهورية أذربيجان ما يلي:
القضاء على جميع الأخطار التي تهدد استقلال أذربيجان، وتأمين الأمن الوطني، ومنع سياسة الانفصالية والاحتلال من جانب أرمينيا، واكتساب حلفاء في المنطقة وحول العالم لهذا الغرض؛
ضمان تنسيق المصالح مع الدول الإقليمية والعمل في إطار التعاون المتبادل.فإن نشوء أي توتر أو صراع في هذه المنطقة أمر غير مرغوب فيه بالنسبة لأذربيجان، التي لديها، أولا وقبل كل شيء، موارد ومشاريع طاقة كبيرة.وفي مثل هذه الحالات، تتعرض سيادة البلد وأمنه الوطني للتهديد. وهي مميزة ليس لأذربيجان فحسب بل أيضا للبلدان المجاورة الأخرى في المنطقة؛
ومن الضروري أيضا إدماج أذربيجان في نظام الاتحاد الأوروبي في المجالات السياسية والاقتصادية والثقافية.والهدف هو تأمين رفاه الشعب، والاستثمار في رأس المال الأجنبي والاستثمارات، فضلا عن دمج التكنولوجيات الجديدة في اقتصاد البلاد.  البنك الدولي، صندوق النقد الدولي، منظمة التجارة العالمية وإقامة تعاون فعال معها أولوية رئيسية أيضا.
اليوم أذربيجان واصلت الأمم المتحدة, منظمة الأمن والتعاون , الاتحاد الأوروبي , حلف شمال الاطلسي، منظمة المؤتمر الإسلامي , إن رابطة الدول المستقلة , مع مجلس أوروبا تتعاون بشكل وثيق.
وتبني أذربيجان سياستها المتعلقة بالطاقة بشأن المزيد من عوامل الغاز.وفي عام 2006، وقع الاتحاد الأوروبي وأذربيجان مذكرة بشأن التعاون في مجال الطاقة.وتم التوقيع على إعلان مشترك بشأن « ممر الغاز الجنوبي » بين الاتحاد الأوروبي وأذربيجان في كانون الثاني / يناير 2011.وأنشئ فريق عامل بين الاتحاد الأوروبي وأذربيجان.وفي الوقت الحاضر، هناك 64 ممثلا دبلوماسيا لأذربيجان في الخارج - سفارات وممثليات دائمة وقنصليات دولية في إطار المنظمات الدولية.منها 51 سفارة و 6 قنصلية عامة و 7 سفارات دائمة.ويبلغ العدد الإجمالي للدبلوماسيين الأذربيجانيين العاملين في الخارج حوالي 600 دبلوماسي.

## العلاقات الدبلوماسية
قائمة بالبلدان التي أقامت علاقات دبلوماسية
1. تركيا (14.01.1992)
2. سويسرا (21.01.1992)
3. ليختنشتاين (21.01.1992)
4. أوكرين (06.02.1992)
5. المكسيك (10.02.1992)
6. إسبانيا [11.02.1992)
7. أوستريا (20.02.1992)
8. فرنس (21.02.1992)
9. بولندا (21.02.1992)
10. المملكة العربية السعودية (24.02.1992)
11. اليمن (25.02.1992)
12. بنغلاديش (26.02.1992)
13. الولايات المتحدة (28.02.1992)
14. إنديا (28.02.1992)
15. المملكة المتحدة (11.03.1992)
16. [غينيا] [11.03.1992)
17. إيران (12.03.1992)
18. ليبيا (16.03.1992)
19. ألمانيا (17.03.1992)
20. كوريا (23.03.1992)
21. فنلندا (24.03.1992)
22. مصر (07.03.1992)
23. كوبا (27.03.1992)
24. فيلبينس (27.03.1992)
25. سوريا (28.03.1992)
26. [العراق] [30/03/1992)
27. هولندا (01/04/1992)
28. الصين (02.04.1992)
29. غريس (02/04/1992)
30. دنمارك (02.04.1992)
31. روسيا (04.04.1992)
32. إسرائيل (07.04.1992)
33. فلسطين (15.04.1992)
34. منغوليا (16.04.1992)
35. إستونيا (20.04.1992)
36. هنغاريا (27.04.1992)
37. جنوب أفريقيا (29.04.1992)
38. إيطاليا (08/05/1992)
39. السويد (08/05/1992)
40. مولدوفا (18/05/1992)
41. الفاتيكان (24.05.1992)
42. طاجيكستان (29.05.1992)
43. النرويج (05/06/1992)
44. تركمانستان (09.06.1992)
45. باكستان (09/06/1992)
46. رومانيا (16.06.1992)
47. بلجيكا (17.06.1992)
48. أستراليا (19/06/1992)
49. نيوزيلندا (29.06.1992)
50. ثايلاند (07/07/1992)
51. كندا (10/07/1992)
52. [عمان] [13/07/1992)
53. [السودان] [25/07/1992)
54. بورتوغال (04.08.1992)
55. المغرب [25/08/1992)
56. غينيا بيساو (27/08/1992)
57. كازاكستان (30.08.1992)
58. الإمارات العربية المتحدة (01.09.1992)
59. اليابان (07/09/1992)
60. غانا (11/09/1992)
61. لبنان (18.09.1992)
62. فيثنام (23.09.1992)
63. إندونيسيا (24.09.1992)
64. هاباشستان (02.11.1992)
65. جورجيا (18.11.1992)
66. قرغيزستان (19.01.1993)
67. جمهورية التشيك (27.01.1993)
68. الأردن (13.02.1993)
69. مالايسيا (05.04.1993)
70. مدغشقر (26.05.1993)
71. بيلاروسيا (11/06/1993)
72. ألبانيا (23.09.1993)
73. البرازيل (21/10/1993)
74. أرجنتينا (08.11.1993)
75. زامبيا (18.11.1993)
76. سلوفاكيا (23.11.1993)
77. لاتفيا (11/01/1994)
78. ألجيريان (22.04.1994
79. سنغافورة (15/08/1994)
80. جزر الكاميرون (06.09.1994)
81. قطار (14/09/1994)
82. الكويت (07.10.1994)
83. موريتانيا (29.10.1994)
84. غواتمالا (01.11.1994)
85. سيشيل (02.11.1994)
86. تشايل (03.11.1994)
87. أفغانستان (16.11.1994)
88. نيكاراغوا (23.11.1994)
89. نقولا (01.12.1994)
90. هندوراس (22/12/1994)
91. كمبوديا (28.12.1994)
92. مالتا (09/01/1995)
93. غويانا (09/01/1995)
94. أوروجواي (11/01/1995)
95. كرواتيا (26.01.1995)
96. البوسنة والهرسك (09/02/1995)
97. [الكاميرون] [24.02.1995)
98. نيبال (28/02/1995)
99. بوروندي (02.03.1995)
100. سييرا-ليون (13.03.1995)
101. سييرا-ليون (13.03.1995)
102. سينت-كيتس أند نيفيس (22/03/1995)
103. سينت-كيتس أند نيفيس (22/03/1995)
104. أنتيغوا وبربودا (05.04.1995)
105. أنتيغوا وبربودا (05.04.1995)
106. بنما (06.04.1995)
107. بنما (06.04.1995)
108. فنزويلا (12.05.1995)

## النزاعات

### نزاع مرتفعات قره باغ
بدأ الصراع القاسي حول منطقة ناغورني - كاراباخ التي يسكنها الأرمن في الوقت الراهن داخل جمهورية أذربيجان عندما طالبت الأغلبية الأرمينية في عام 1988 بالحكم الذاتي بمظاهرات واضطهادات ضد الأذربيجانيين الموجودين في أرمينيا. أدى ذلك إلى تطبيق مجموعة من أعمال شغب معادية للأرمن في أذربيجان إذ بدأت الميليشيات الأذربيجانية بتوطيد جهودها لطرد الأرمن من المنطقة. في عام 1992، اندلعت حرب أهلية مترافقة مع أعمال شغب بوغروم ثم أجبرت مذابح الأرمن والأزريين كلا المجموعتين على الفرار من ديارهما. في عام 1994، أنهى وقف إطلاق النار الذي تم التوصل إليه بوساطة روسيا الحرب، إلا أن أكثر من مليون من الأرمن الإثنيين والأزريين ما يزالون عاجزين عن العودة إلى ديارهم. وما يزال الصراع حول ناغورني - كاراباخ بدون حلّ نهائي على الرغم من المفاوضات الجارية منذ عام 1992 تحت رعاية مجموعة مينسك التابعة لمنظمة الأمن والتعاون في أوروبا لحلّ الصراع سلميًا.

### دبلوماسية الكافيار
كشفت مبادرة الاستقرار الأوروبي في تقرير من عام 2012 بعنوان «دبلوماسية الكافيار: كيف أسكتت أذربيجان مجلس أوروبا»، ذلك أنه منذ دخول أذربيجان إلى مجلس أوروبا، فإن 30 إلى 40 نائبًا يُدعَون كل عام إلى أذربيجان ويدفعون بسخاء هدايا باهظة الثمن بما في ذلك الكافيار (الذي تصل قيمته إلى 1.400 يورو) والسجاد الحرير والذهب والفضة وكميات كبيرة من المال. في المقابل، يصبحون من جماعات ممارسة الضغط من أجل أذربيجان. وقد أشير إلى هذه الممارسة على نطاق واسع باسم «دبلوماسية الكافيار».
نشرت المنظمة أيضًا تقريرًا عن الانتخابات الرئاسية في أذربيجان في عام 2013 تحت عنوان «عار: أذربيجان ونهاية مراقبة الانتخابات مثلما نعرفها». كشف التقرير عن الروابط بين الحكومة الأذربيجانية وأعضاء مجموعة من بعثات المراقبة الذين أثنوا على الانتخابات. وقد أثارت «دبلوماسية الكافيار» الأذربيجانية في الانتخابات الرئاسية لعام 2013 فضيحة دولية كبرى إذ أن تقريري المنظمتين الرسميتين: الجمعية البرلمانية لمجلس أوروبا/البرلمان الأوروبي ومنظمة الأمن والتعاون في أوروبا/مكتب المؤسسات الديمقراطية وحقوق الإنسان يتناقضان تمامًا في تقييماتهما للانتخابات.
دأبت منظمة الشفافية الدولية غير الحكومية لمكافحة الفساد على اعتبار أذربيجان من أكثر البلدان فسادًا في العالم وانتقدت أذربيجان أيضًا بسبب «دبلوماسية الكافيار».
في يونيو من عام 2016، اتهم المدعي العام لميلانو الزعيم السابق للاتحاد (المسيحي) للوسط وحزب الشعب الأوروبي التابع للجمعية البرلمانية لمجلس أوروبا، لوكا فولونتي، بقبول رشاوى كبيرة من ممثلي الحكومة الأذربيجانية. وقد أبلغ شخصان يتمتعان بخبرة رفيعة المستوى في الجمعية البرلمانية لمجلس أوروبا (باك) صحيفة الغارديان بأنهما يعتقدان أن أذربيجان عرضت على أعضائها رشاوى للحصول على أصوات مؤيدة. زعم الدبلوماسي الأذربيجاني السابق، عريف مامادوف، أن أحد أعضاء وفد أذربيجان في مجلس أوروبا كان لديه 30 مليون يورو لصرفها رشاوى على جماعات ممارسة الضغط بما في ذلك جمعية مجلس أوروبا. صدقت المنظمة على اختصاصات هيئة تحقيق خارجية مستقلة لإجراء تحقيق مستقل مفصل في ادعاءات الفساد في المجلس الذي تورطت فيه أذربيجان.

### تقرير المركز الأوروبي للاستخبارات الاستراتيجية والأمن
في 6 مارس من عام 2017، نشر المركز الأوروبي للاستخبارات الاستراتيجية والأمن (إي إس آي إس سي) تقريرًا عن الفضائح تحت عنوان «الصلة الأرمنية» إذ هاجم بشراسة منظمات حقوق الإنسان غير الربحية ومنظمات البحوث التي تنتقد انتهاكات حقوق الإنسان والفساد في كل من أذربيجان وتركيا وروسيا.
أكد المركز في ذلك التقرير أن تقرير «دبلوماسية الكافيار» الذي أعدته المبادرة يهدف إلى خلق مناخ من الشك القائم على الافتراء لتشكيل شبكة من أعضاء البرلمان الذين سيشنون حربًا سياسية ضد أذربيجان. في الفصل الثاني من التقرير تحت عنوان «الصلة الأرمنية»: «يكتب السيد إكس، نيلس موجنيكس، مفوض مجلس أوروبا لحقوق الإنسان، المنشور في 18 أبريل عام 2017، أن هذه الشبكة المؤلفة من رؤساء الوزراء الأوروبيين والمسؤولين الأرمينيين وبعض المنظمات غير الربحية: هيومن رايتس ووتش ومنظمة العفو الدولية ومؤسسة دار حقوق الإنسان ومبادرة الحوار المفتوح ومبادرة الاستقرار الأوروبي ولجنة هلسنكي لحقوق الإنسان، كانت بتمويل من مؤسسات المجتمع المفتوح. تفيد اللجنة بأن الشخصية الرئيسية للشبكة منذ عام 2012 هي نيلس موجنيكس، مفوض حقوق الإنسان في مجلس أوروبا، وأن الشبكة تخدم مصالح جورج سوروس وجمهورية أرمينيا. صرّح المركز التحليلي لملفات الحرية إن «التقرير مكتوب بأسوأ تقاليد الدعاية الاستبدادية ويقدم ادعاءات سخيفة ويهدف بوضوح إلى تحريف موجة الانتقادات الموجهة ضد التستر على الضغط غير الأخلاقي والفساد في المنظمة والمطالبات بالتغيير في الجمعية»
بحسب ما كتبه روبرت كولسون (راديو فري يوروب)، فإن مركز (إي إس آي إس سي) يشكل جزءًا من جهود الضغط التي تبذلها الباكو من أجل التوسع في استخدام مراكز التفكير الأمامية لتغيير الرأي العام.
صرّحت مبادرة الاستقرار الأوروبي بأن «تقرير مركز (إي إس آي إس سي) مليء بالأكاذيب (مثل الادعاء بأن العضو الألماني بيس ستراسر يحمل وجهات نظر مؤيدة للأرمن واستشهد كدليل على أنه ذهب إلى يريفان في عام 2015 لإحياء ذكرى الإبادة الجماعية للأرمن بينما لم يكن ستراسر قد ذهب في حياته إلى أرمينيا المستقلة)».